# Christian Manfredini
Christian Manfredini (ur. 1 maja 1975 w Abidżanie) jest piłkarzem reprezentacji Wybrzeża Kości Słoniowej, a na boisku występuje jako skrzydłowy.

## Życiorys
Manfredini urodził się w malutkim miasteczku na Wybrzeżu Kości Słoniowej, o nazwie Port Bouet. Niedługo po urodzeniu, kiedy miał trzy lata, jego rodzice zginęli w wypadku samochodowym. W wieku pięciu lat, małego Christiana przygarnęła pewna włoska rodzina, przy której stawiał pierwsze kroki. To właśnie przybrany ojciec nauczył go grać w piłkę i zapisał do szkółki Juventusu. Jednak w Turynie, nawet w drużynach juniorskich, była za duża konkurencja i piłkarz był zmuszony zmienić klub. Najpierw odszedł do Pistoiese, później grał w Viterbese, Avezzano, Fermanie, Cosenzie, aż w końcu trafił do profesjonalnego klubu, jakim była FC Genoa. Grał tam przez sezon, na tyle dobrze, że sięgnęli po niego działacze Chievo. Następnie, po dwóch sezonach gry w ekipie Mussi Volanti przeniósł się do rzymskiego S.S. Lazio, gdzie pograł tylko rundę, a później zdecydował się na opuszczenie Italii i wyjazd do Hiszpanii, do CA Osasuna. Latem powrócił do Włoch, tym razem wybrał Fiorentine, gdzie również grał tylko pół roku. Od 2004 do 2011 Christian Manfredini po raz kolejny występował na Stadio Olimpico, w biało-niebieskiej koszulce Lazio. W 2011 roku odszedł do AC Sambonifacese.

## Kariera w liczbach
| Sezon   | Klub             | Kraj      | Flaga     | Rozgrywki        | Mecze | Bramki |
| ------- | ---------------- | --------- | --------- | ---------------- | ----- | ------ |
| 1993/94 | Juventus F.C.    | Włochy    | Włochy    | Serie A          | ?     | ?      |
| 1994/95 | AC Pistoiese     | Włochy    | Włochy    | Serie C1/A       | 14    | 1      |
| 1995/96 | AS Viterbese     | Włochy    | Włochy    | Serie C2/C       | 32    | 3      |
| 1996/97 | Avezzano         | Włochy    | Włochy    | Serie C1/B       | 30    | 2      |
| 1997/98 | Fermana Calcio   | Włochy    | Włochy    | Serie C1/B       | 26    | 3      |
| 1998/99 | AS Cosenza       | Włochy    | Włochy    | Serie B          | 32    | 4      |
| 1999/00 | Genoa CFC        | Włochy    | Włochy    | Serie B          | 26    | 2      |
| 2000/01 | Chievo Werona    | Włochy    | Włochy    | Serie A          | 36    | 7      |
| 2001/02 | Chievo Werona    | Włochy    | Włochy    | Serie A          | 28    | 2      |
| 2002/03 | S.S. Lazio       | Włochy    | Włochy    | Serie A          | 3     | 0      |
| 2002/03 | CA Osasuna       | Hiszpania | Hiszpania | Primera División | 11    | 1      |
| 2003/04 | ACF Fiorentina   | Włochy    | Włochy    | Serie B          | 10    | 1      |
| 2003/04 | AC Perugia       | Włochy    | Włochy    | Serie A          | 12    | 0      |
| 2004/05 | S.S. Lazio       | Włochy    | Włochy    | Serie A          | 16    | 1      |
| 2005/06 | S.S. Lazio       | Włochy    | Włochy    | Serie A          | 26    | 2      |
| 2006/07 | S.S. Lazio       | Włochy    | Włochy    | Serie A          | 25    | 2      |
| 2007/08 | S.S. Lazio       | Włochy    | Włochy    | Serie A          | 23    | 0      |
| 2008/09 | S.S. Lazio       | Włochy    | Włochy    | Serie A          | 8     | 0      |
| 2009/10 | S.S. Lazio       | Włochy    | Włochy    | Serie A          | 0     | 0      |
| 2010/11 | S.S. Lazio       | Włochy    | Włochy    | Serie A          | 0     | 0      |
| 2011/12 | AC Sambonifacese | Włochy    | Włochy    | Serie C2         |       |        |